# Juan Caboto
Giovanni Caboto  (c. 1450 – c. 1499), llamado en castellano Juan Caboto y en inglés John Cabot, fue un comerciante, navegante y explorador genovés considerado como uno de los primeros europeos de la época moderna en llegar en 1497 a la parte continental de Norteamérica. Fue el padre del explorador Sebastián Caboto.

## Historia
Juan Caboto nació alrededor del año 1450 en Génova, Italia, de acuerdo con antiguos documentos acerca de su familia, aunque según otras fuentes habría nacido en Gaeta. Hacia 1461 Caboto estuvo viviendo en Venecia y llegó a obtener la ciudadanía veneciana, ciudad en la que pasó su niñez y juventud. Aproximadamente en 1482 se casó con una dama veneciana, Mattea, con la cual tuvo tres hijos: Sebastián, Luigi y Santo.
Igual que su padre, se dedicó al comercio con los puertos del Mediterráneo del este llegando a ser un experto marino. Valiosas mercaderías de Asia, como especias,  piedras preciosas y metales, eran traídas por la vía terrestre o bien a través del Mar Rojo para ser vendidas en Europa. Los venecianos tenían un importante papel en este tráfico.

### En Venecia

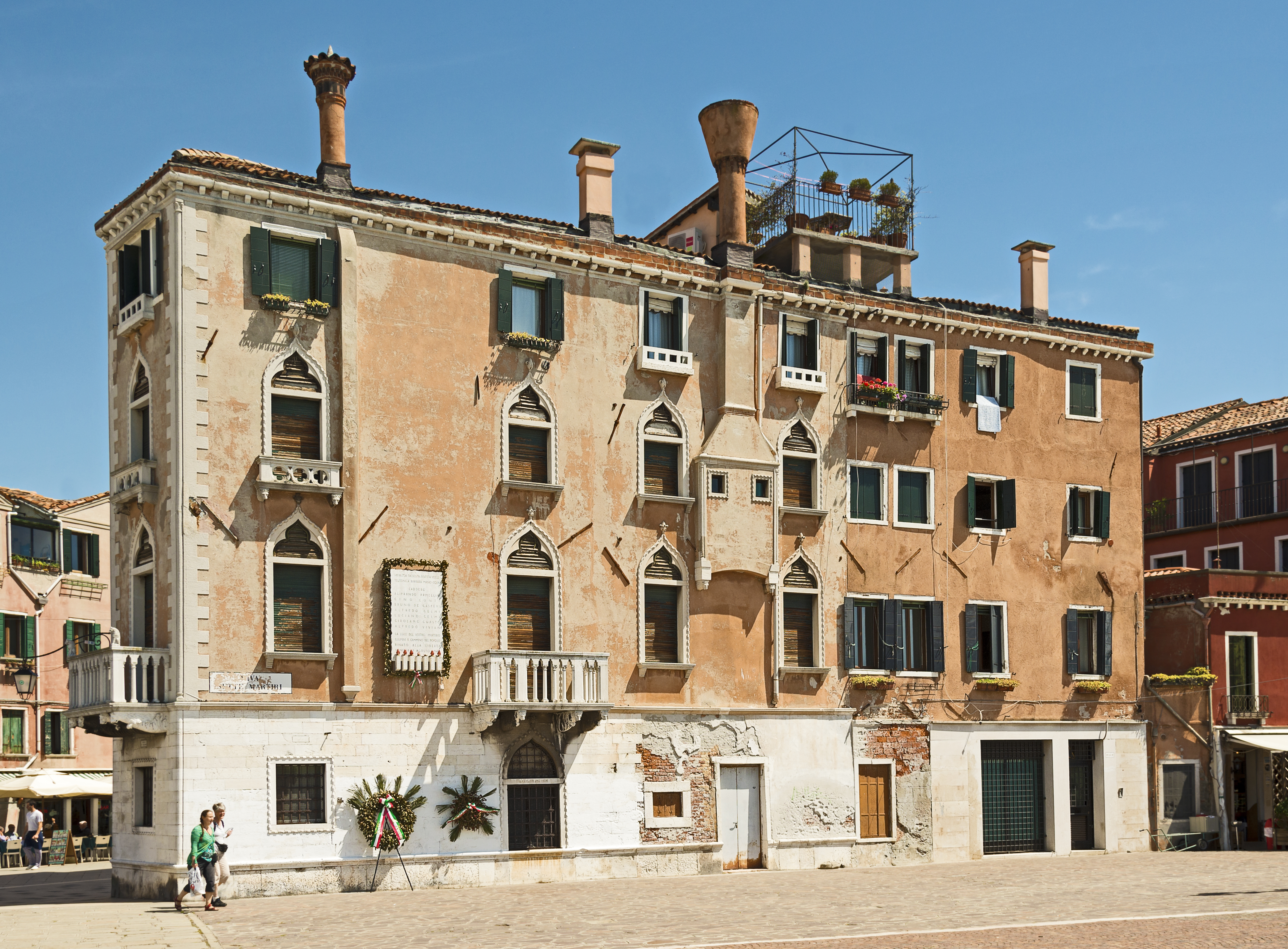
Casa de Giovanni Caboto en Venecia.

Caboto adquiere la ciudadanía veneciana en 1476 y a ser elegible para participar en el comercio marítimo, incluido el comercio en el Mediterráneo Oriental, que era la fuente de gran parte de la riqueza de Venecia. Él es mencionado en un documento de 1483 de una venta de una esclava en Creta que había adquirido en los territorios del sultán de Egipto, que entonces comprendían más de lo que ahora es. Esto no es suficiente para probar lo que Caboto posteriormente afirmó en 1497 al embajador milanés en Londres, haber visitado La Meca, pero si tenía mayor conocimiento de los orígenes de la mercancía oriental que hubiera estado tratando (como especias y sedas) que la mayoría de los europeos en aquel momento.
"Juan Cabotto"  es mencionado en una variedad de documentos venecianos de los 1480. Estos indican que por 1484 estaba casado con Mattea y ya tenía al menos dos hijos que se nombran en su patente real de 1496 como Ludovico y Sebastian.

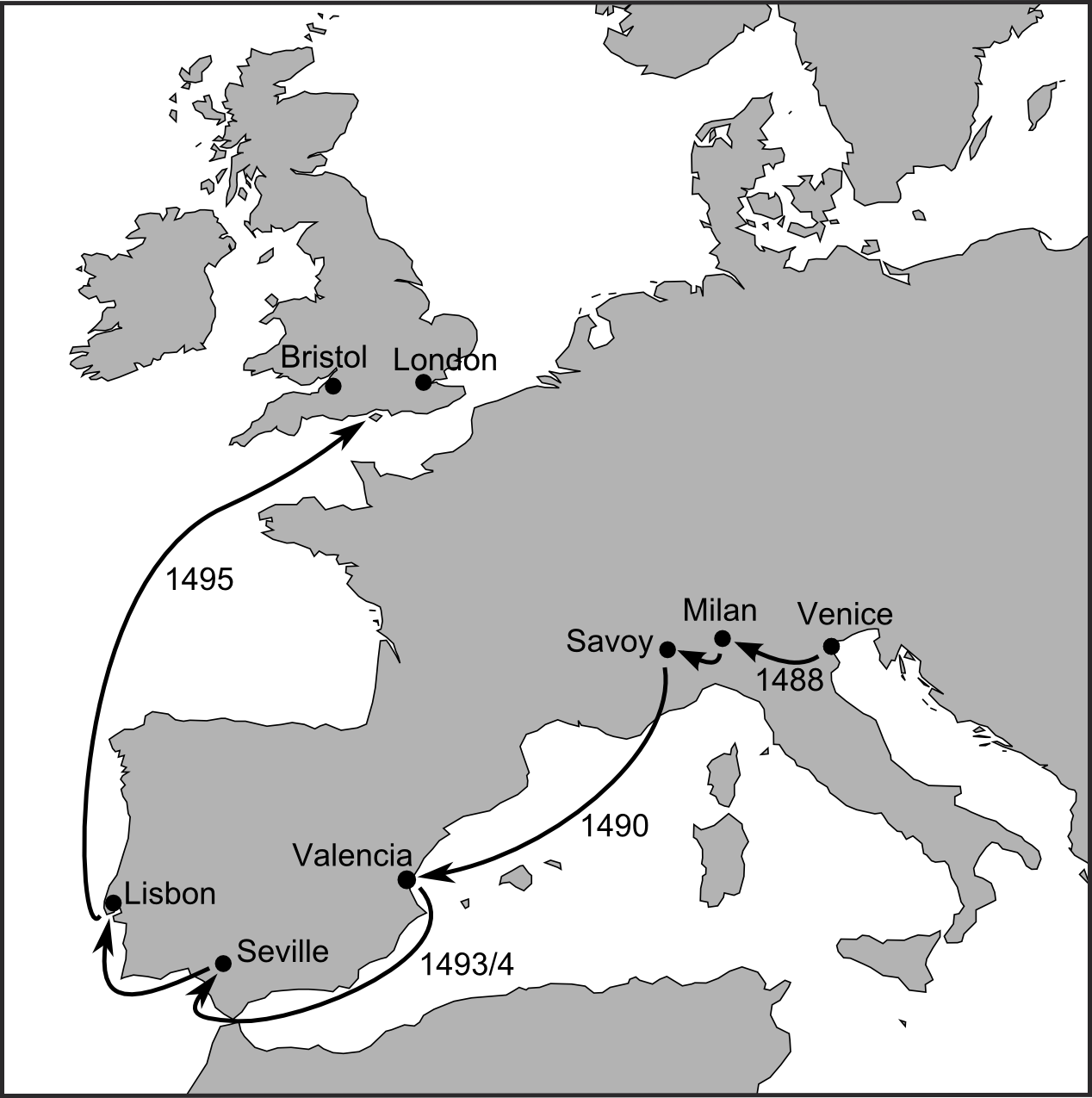
Viajes de Caboto por Europa como fugitivo de la justicia veneciana, después de su huida de Venecia en noviembre de 1488.

### En España
Antes de 1490, Caboto y su familia se trasladaron a la ciudad de Valencia, en esa época parte de la Corona de Aragón. Allí elaboró una propuesta para construir un puerto en la playa del Grao, que finalmente no se llevó a cabo. A finales de 1493 o principios de 1494, Caboto se trasladó a Sevilla, donde se ofreció para diseñar y construir un puente de piedra sobre el Guadalquivir. El cabildo de la ciudad recibió la idea favorablemente y le entregó fondos a Caboto pero el 24 de diciembre de 1494 se decidió cancelar el proyecto, ya que el veneciano "no se da orden en ello".
En Sevilla, Caboto debió informarse de los viajes de Cristóbal Colón y quizás le surgiese allí la idea de embarcarse en sus propias exploraciones. Por un testimonio de 1496 se sabe que Caboto, tras sus fracasos como ingeniero en Valencia y Sevilla, pasó a Lisboa y de allí marchó a Inglaterra.

### En Inglaterra
Caboto se dirigió entonces, en 1494 o 1495, a Inglaterra, donde recibió el apoyo que le habían negado España y Portugal. Se estableció con su familia en el puerto de Bristol, el segundo mayor puerto marítimo de Inglaterra y del que habían partido desde la década de 1480 en adelante varias expediciones enviadas a buscar Hy-Brasil, la isla que se encontraba en algún lugar del Atlántico según las leyendas celtas.
Entró en contacto con los mercaderes del puerto y con el rey Enrique VII, y los comerciantes de Bristol acordaron financiar la expedición, buscando oportunidades de comerciar con las islas de las especias. La idea de Caboto era llegar a Asia navegando hacia el oeste por el Atlántico norte. Estimaba que esa ruta debería ser más corta y rápida que la recién descubierta por Colón. Algunos historiadores creen que marinos del puerto de Bristol podrían haber alcanzado Terranova y Labrador antes de que Caboto apareciera con su idea y arribara a esas tierras.

## Viajes, exploraciones o navegaciones

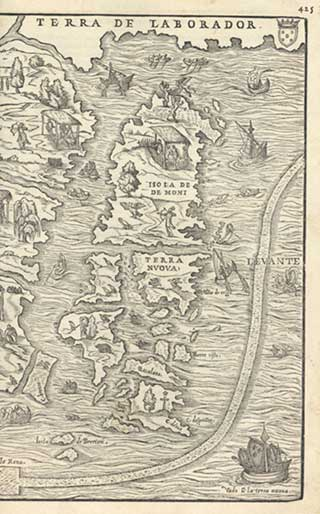
Mapa del de las tierras exploradas por Caboto.

Enrique VII concedió a Caboto y a sus tres hijos el derecho a buscar islas y países paganos con 5 barcos bajo bandera inglesa, con la siguiente garantía:

(...) plena y libre autoridad, permiso y poder para navegar a todas partes, regiones y costas de mares del este, oeste y norte, bajo nuestros estandartes, banderas y enseñas, con cinco barcos o navíos de la carga y calidad que quiera y con cuantos y cuales marineros y hombres desee llevar con él en los dichos barcos, a su propio cargo y gasto, para encontrar, descubrir e investigar, sean islas, países, regiones o provincias de paganos e infieles, sean en las partes del mundo que antes de ese momento fuesen desconocidas para todos los cristianos.
 Enrique VII de Inglaterra (Carta patentada de 5 de marzo de 1496)

En 1496 Caboto partió de Bristol con un buque, pero no logró ir más allá de Islandia y se vio obligado a regresar a causa de disputas con la tripulación. En un segundo intento, Caboto partió nuevamente de Bristol con un solo barco, el Matthew, un pequeño barco de 50 toneladas y con 18 tripulantes, pequeño pero rápido y capaz. Zarpó en mayo (el 2 o el 20 de mayo) de 1497 y navegó a cabo Dursey (latitud 51° 36N), Irlanda. Arribó a la costa de Terranova el 24 de junio de 1497, creyendo que eran las costas asiáticas de Cipango. El lugar preciso es controvertido, con Bonavista o St John's en la isla de  Terranova y también isla de Cabo Bretón, Nueva Escocia, Labrador o Maine. El cabo Bonavista es el lugar de arribada reconocido oficialmente por los gobiernos de Canadá y el Reino Unido. Sus hombres pueden haber sido los primeros europeos en poner pie en América del Norte, pues aún no está confirmado que Vinland sea una parte de Norteamérica, ya que Cristóbal Colón no encontró tierras continentales en Sudamérica hasta su tercer viaje, en 1498, y las cartas que hacen referencia a un viaje de Amerigo Vespucci en 1497, en general, se cree que son falsificaciones o falsedades. Caboto fue a tierra para tomar posesión de la misma y exploró la costa durante algún tiempo, partiendo el 20 de julio de regreso. En ese viaje, sus marineros pensaron incorrectamente que iban demasiado alejados al norte, por lo que Cabot navegó un curso más al sur, llegando a Bretaña en lugar de Inglaterra, y el 6 de agosto volvió a Bristol.
De regreso en Inglaterra, Caboto fue nombrado almirante y premiado con 10 libras y una nueva patente real para un nuevo viaje. Más tarde, se le concedió una pensión de £ 20 al año.

### Viaje final
La Gran Crónica de Londres (1189-1512) informa de que Caboto partió con una flota de cinco barcos desde Bristol a principios de mayo de 1498, uno de los cuales había sido preparado por el rey. Se dice que algunos de los barcos transportaban mercancías, como paños, gorros, puntas de encaje y otras «bagatelas».  Esto sugiere que Caboto pretendía dedicarse al comercio en esta expedición. El enviado español en Londres informó en julio de que uno de los barcos había sido sorprendido por una tormenta y se había visto obligado a desembarcar en Irlanda, pero que Caboto y los otros cuatro barcos habían seguido adelante.
Durante siglos no se encontraron (o al menos no se publicaron) otros registros relacionados con esta expedición; durante mucho tiempo se creyó que Caboto y su flota se habían perdido en el mar. Sin embargo, se tiene constancia de que al menos uno de los hombres que iban a acompañar a la expedición, Lancelot Thirkill, vivía en Londres en 1501.
No se sabe si Caboto murió durante el viaje, regresó sano y salvo y murió poco después, o llegó a las Américas y decidió quedarse allí, quizá permaneciendo con los indígenas de forma similar a Étienne Brûlé. 
El historiador Alwyn Ruddock trabajó sobre Caboto y su época durante 35 años. Sugirió que Caboto y su expedición regresaron con éxito a Inglaterra en la primavera de 1500. Afirmó que su regreso se produjo tras una épica exploración de dos años de la costa este de Norteamérica, hacia el sur hasta la zona de la bahía de Chesapeake y quizás hasta los territorios españoles del Caribe. Sus pruebas incluían el conocido mapamundi del cartógrafo español Juan de la Cosa. Su carta incluía la costa norteamericana y los mares «descubiertos por los ingleses» entre 1497 y 1500.
Ruddock sugirió que Giovanni Antonio de Carbonariis y los demás frailes que acompañaron a la expedición de 1498 se habían quedado en Terranova y fundado una misión. Si Carbonariis fundó un asentamiento en Norteamérica, habría sido el primer asentamiento cristiano en el continente y podría haber incluido una iglesia, la única iglesia medieval que se ha construido allí desde los asentamientos nórdicos en Groenlandia.
El Proyecto Caboto de la Universidad de Bristol se organizó en 2009 para buscar las pruebas en las que se basan las afirmaciones de Ruddock, así como para emprender estudios relacionados con Caboto y sus expediciones. Los investigadores principales del proyecto, Evan Jones y Margaret Condon, afirman haber encontrado más pruebas que apoyan aspectos del caso de Ruddock, incluida parte de la información que ella pretendía utilizar para argumentar a favor de un regreso exitoso de la expedición de 1498 a Bristol. Éstas parecen situar a Juan Caboto en Londres en mayo de 1500, aunque Jones y Condon aún no han publicado su documentación.
El proyecto colabora en una excavación arqueológica en la comunidad de Carbonear, Terranova, situada en la bahía de la Concepción y considerada el lugar probable del posible asentamiento de la misión de Carbonariis. El proyecto Archaeology of Historic Carbonear, llevado a cabo por la Memorial University of Newfoundland, ha realizado trabajos de campo de verano cada temporada desde 2011. Hasta el momento, ha hallado pruebas de asentamientos de plantadores desde finales del siglo XVII y de comercio con España a través de Bilbao, incluida una moneda española acuñada en Perú.
Los descubrimientos de Caboto fueron la base para las reivindicaciones inglesas sobre Norteamérica.

## Reputación

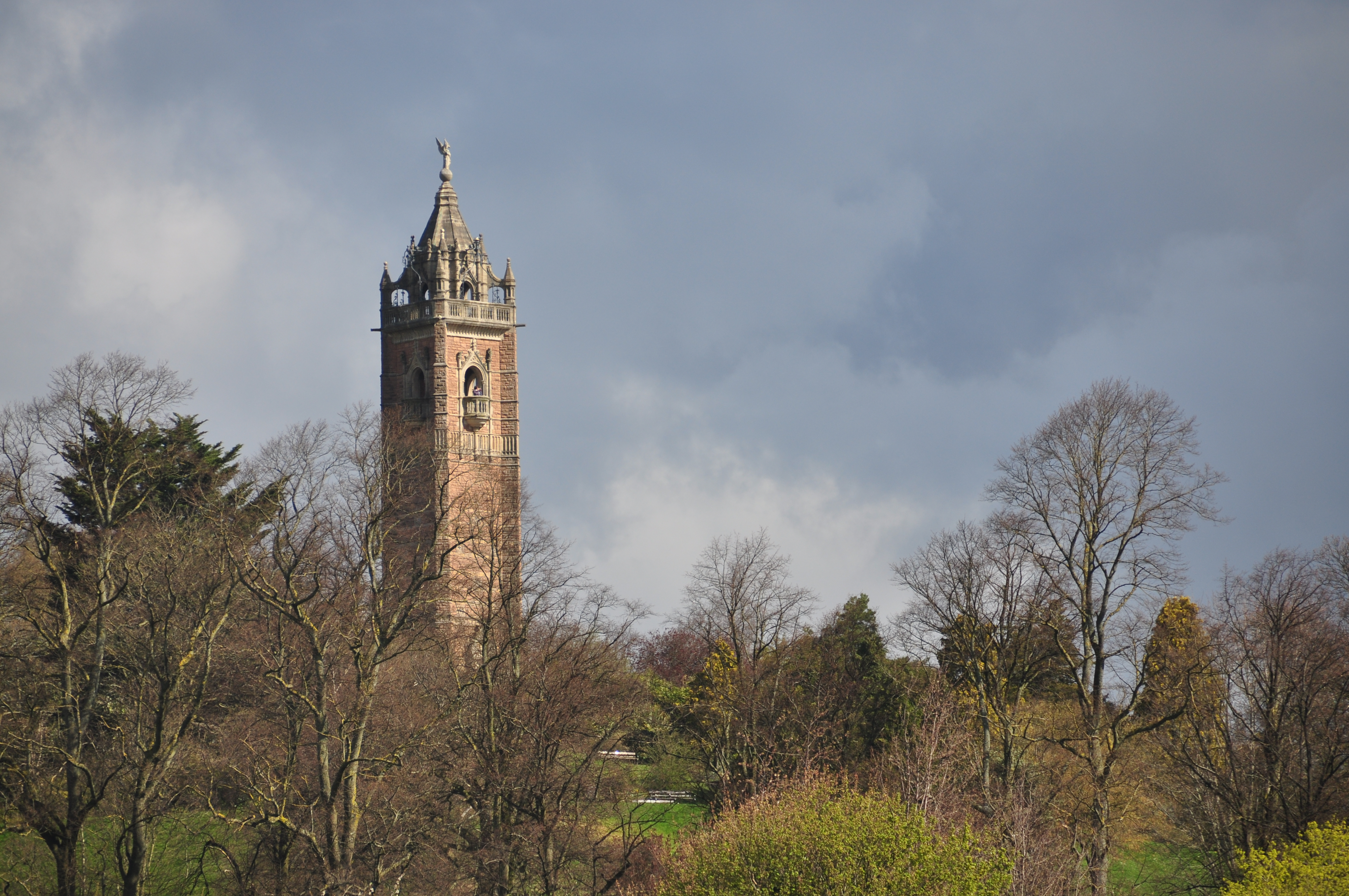
Torre Cabot, Bristol.

Desde finales del siglo XVI hasta mediados del siglo XIX, la figura de Juan Caboto fue oscurecida por la de su hijo Sebastian, a quien durante mucho tiempo se le atribuyó el liderazgo de las famosas expediciones desde Bristol hacia el final de los años 1490 que llevaron al descubrimiento europeo (o más bien al redescubrimiento, después de las expediciones de los vikingos), de América del Norte. Este error parece haber sido debido a las historias de Sebastian en su vejez. La consecuencia fue que el influyente escritor geográfico Richard Hakluyt representó a su padre Juan Caboto como figura decorativa en las expediciones y sugirió que era Sebastiano quien las dirigía en realidad.
Cuando los nuevos hallazgos de archivos del siglo XIX demostraron que no era así, se atribuyó el mérito de la expedición a Juan Caboto, mientras que se revalorizó negativamente la figura de Sebastian. Sebastian fue denigrado y descrito repetidamente, en particular por Henry Harrisse, como un impostor y un charlatán que se había atribuido voluntariamente los méritos de su padre.

## Reconocimientos
- La ciudad de Gaeta, reivindicando el lugar de nacimiento del explorador, le dedicó el paseo principal y el Instituto Técnico Náutico, y conmemoró su descubrimiento con un monumento con motivo del 500 aniversario del descubrimiento de Canadá (1498).
- En el mundo anglosajón, varias escuelas y universidades se han dedicado a Giovanni Caboto, como la Universidad John Cabot, una universidad estadounidense privada con sede en Roma fundada en 1972, y la Academia John Cabot en Bristol, en Inglaterra.
- La ciudad de Londres, en el Canary Wharf, también le dedicó recientemente la plaza Cabot Square.
- Se le ha dedicado un asteroide, el 7317 Cabot.[22]

## Véase también

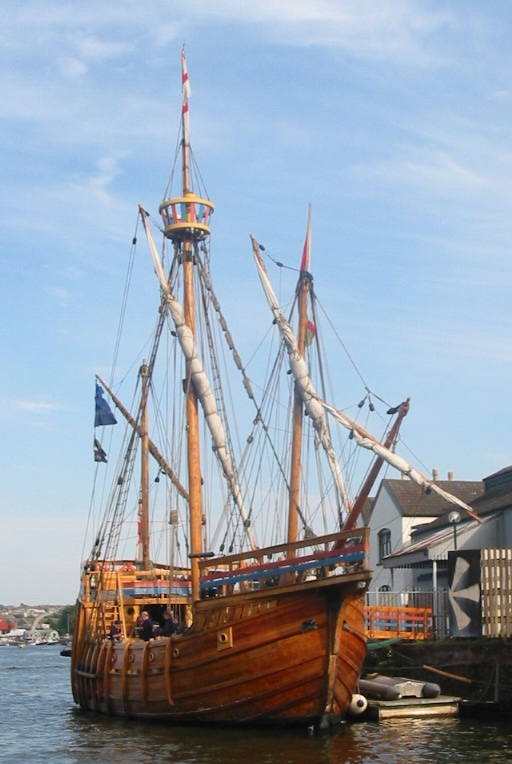
Reproducción del Matthew, el barco de la expedición de Juan Caboto. (Bristol, 2004).

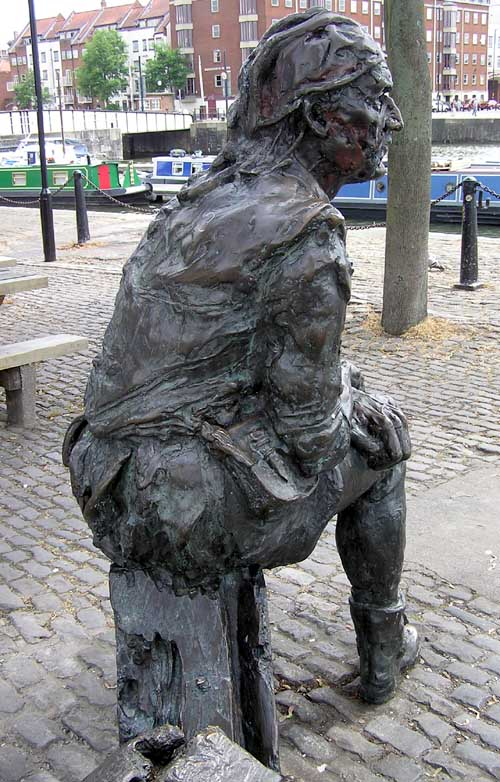
Estatua de John Cabot en Bristol.

## Bibliografía

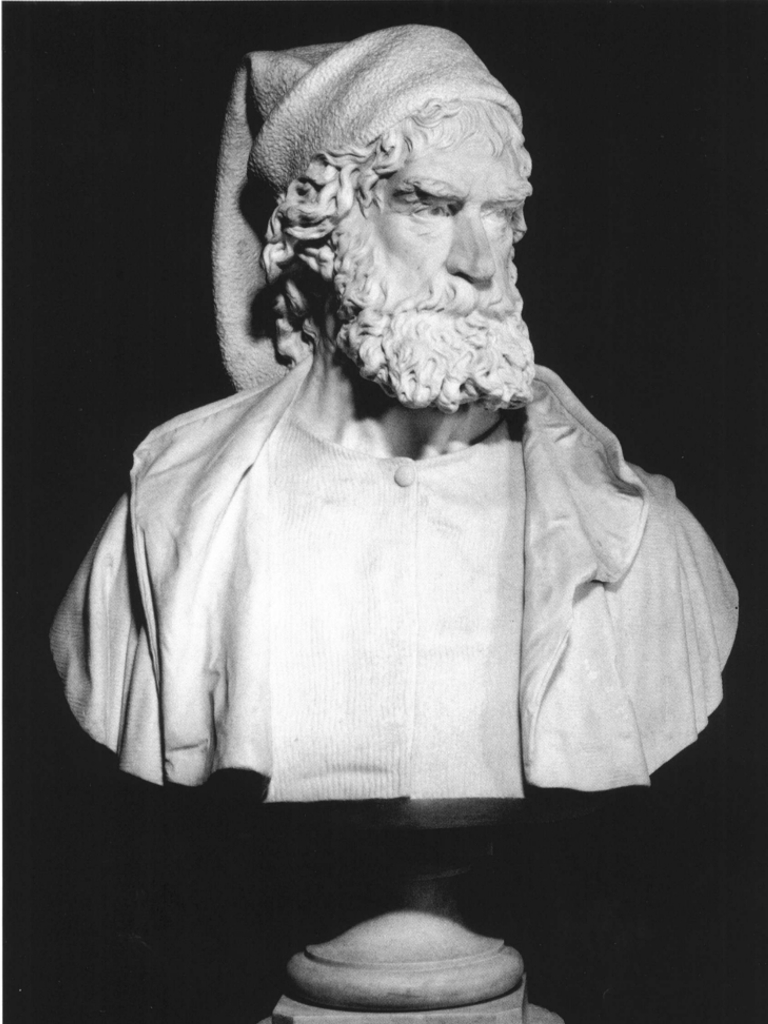
Bust de Giovanni Caboto. En el Panteon Veneto, Istituto Veneto di Scienze, Lettere ed Arti. Realizado por Augusto Benvenuti en 1881.